# Halloween

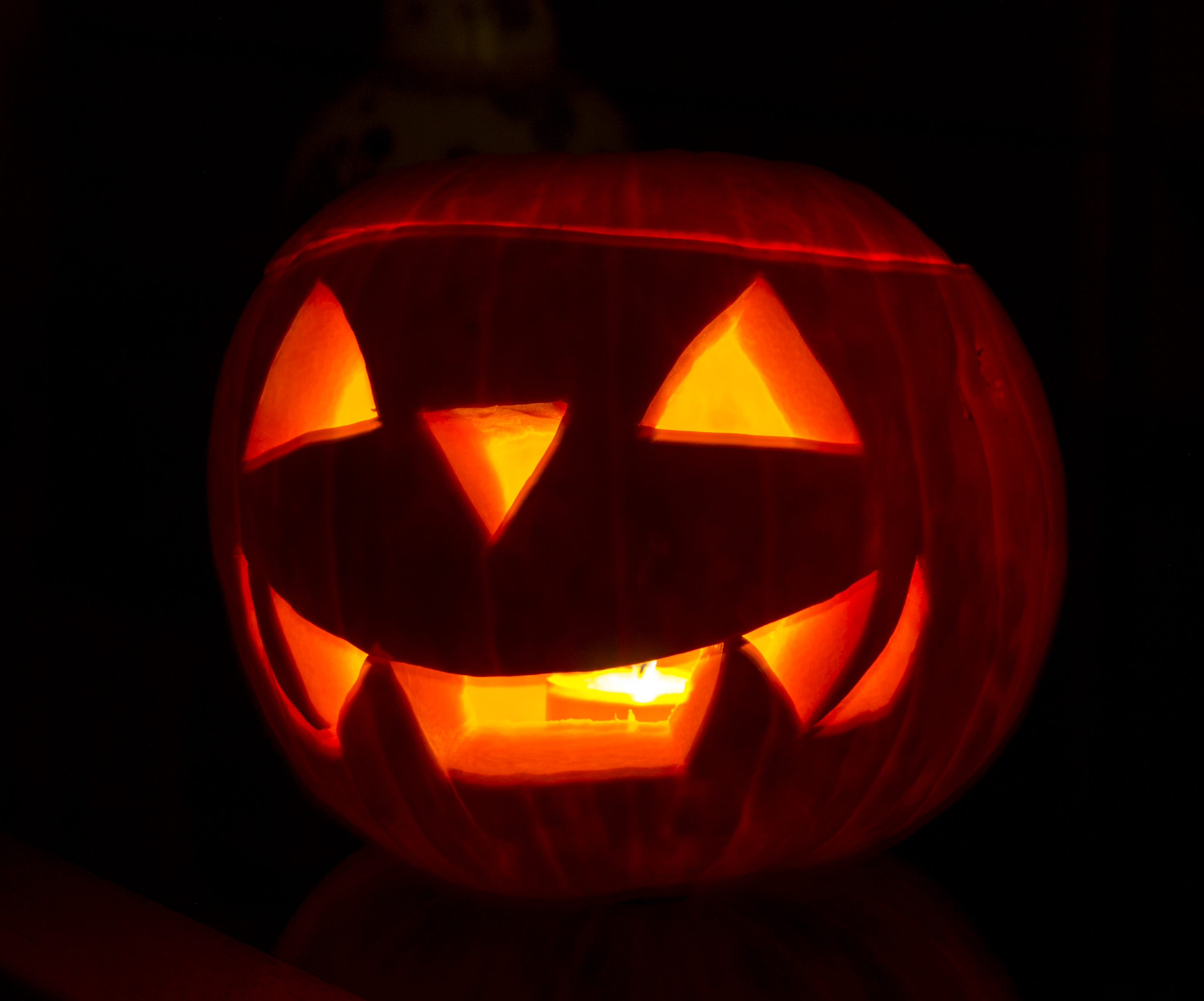
Jack O’Lantern, eine ausgehöhlte Kürbislaterne: typisches Symbol für Halloween

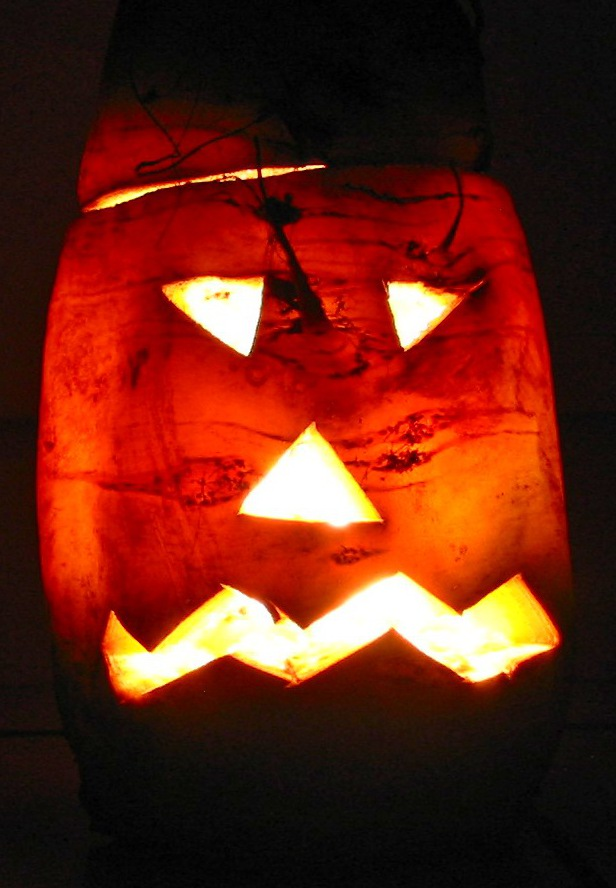
Zurechtgeschnitzte Rübe zu Halloween

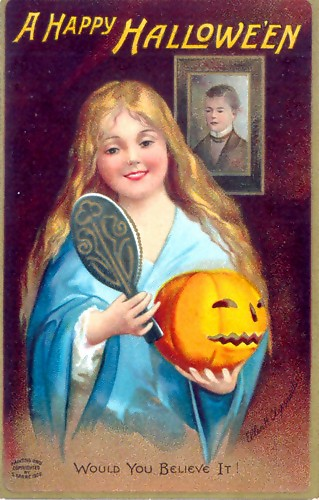
Amerikanische Grußkarte aus dem Jahr 1904, die scherzhaft auf das Brauchtum der Wahrsagerei anspielt: Die junge Frau hofft, zu Halloween in einem dunklen Raum ihren Zukünftigen im Spiegel zu erblicken.

Halloween (Aussprache: /hæləˈwiːn, hæloʊ̯ˈiːn/, deutsch gemäß Duden auch: /ˈhɛloviːn/, von englisch All Hallows’ Eve, der Abend vor Allerheiligen) benennt die Volksbräuche am Abend und in der Nacht vor dem Hochfest Allerheiligen, vom 31. Oktober auf den 1. November. Dieses Brauchtum war ursprünglich vor allem im seinerzeit katholisch geprägten Irland verbreitet. Die irischen Einwanderer in den USA pflegten ihre Bräuche in Erinnerung an die Heimat und bauten sie aus.
Im Zuge der irischen Renaissance nach 1830 wurden in der frühen volkskundlichen Literatur eine Kontinuität der Halloweenbräuche seit der Keltenzeit und Bezüge zu heidnischen und keltischen Traditionen wie dem Samhainfest angenommen. Entsprechende Hypothesen formulierte auch der Religionsethnologe James Frazer.
Seit den 1990er Jahren verbreiten sich Halloween-Bräuche in US-amerikanischer Ausprägung auch in einigen Ländern des kontinentalen Europas. Dabei gibt es deutliche regionale Unterschiede. So vermischten sich insbesondere im deutschsprachigen Raum heimatliche Bräuche wie das Rübengeistern oder Traulicht mit Halloween; genauso nahmen traditionelle Kürbisanbaugebiete wie die Steiermark oder der Spreewald Halloween schnell auf.

## Herkunft und Etymologie
Das Wort Halloween, in älterer Schreibweise Hallowe’en, ist eine Kontraktion von All Hallows’ Eve („Aller Heiligen Abend“), benennt den Tag bzw. den Abend vor Allerheiligen (wie auch bei Heiligabend, englisch Christmas Eve). Vor jedem kirchlichen Hochfest wurde am Vorabend eine Messe gefeiert, die Vigil, so auch vor Allerheiligen. Die heute noch üblicherweise gefeierten Vigilien sind der Heiligabend (vor Weihnachten) und die Osternacht (vor Ostern).

### Herleitung aus der Kirchengeschichte
Die Entstehungsgeschichte des Festtags Allerheiligen geht auf ein Fest aller heiligen Märtyrer zurück, das am 13. Mai, dem Weihetag der Kirche Sancta Maria ad martyres in Rom, gefeiert wurde, als Papst Bonifatius IV. das Pantheon, einen allen römischen Göttern gewidmeten Tempel, im Jahre 609 oder 610 der Jungfrau Maria und allen heiligen Märtyrern weihte. Papst Gregor III. weihte über hundert Jahre später eine Kapelle in der Basilika St. Peter allen Heiligen und legte dabei für die Stadt Rom den Feiertag auf den 1. November, Gregor IV. übernahm diesen Festtermin in den römischen Generalkalender.

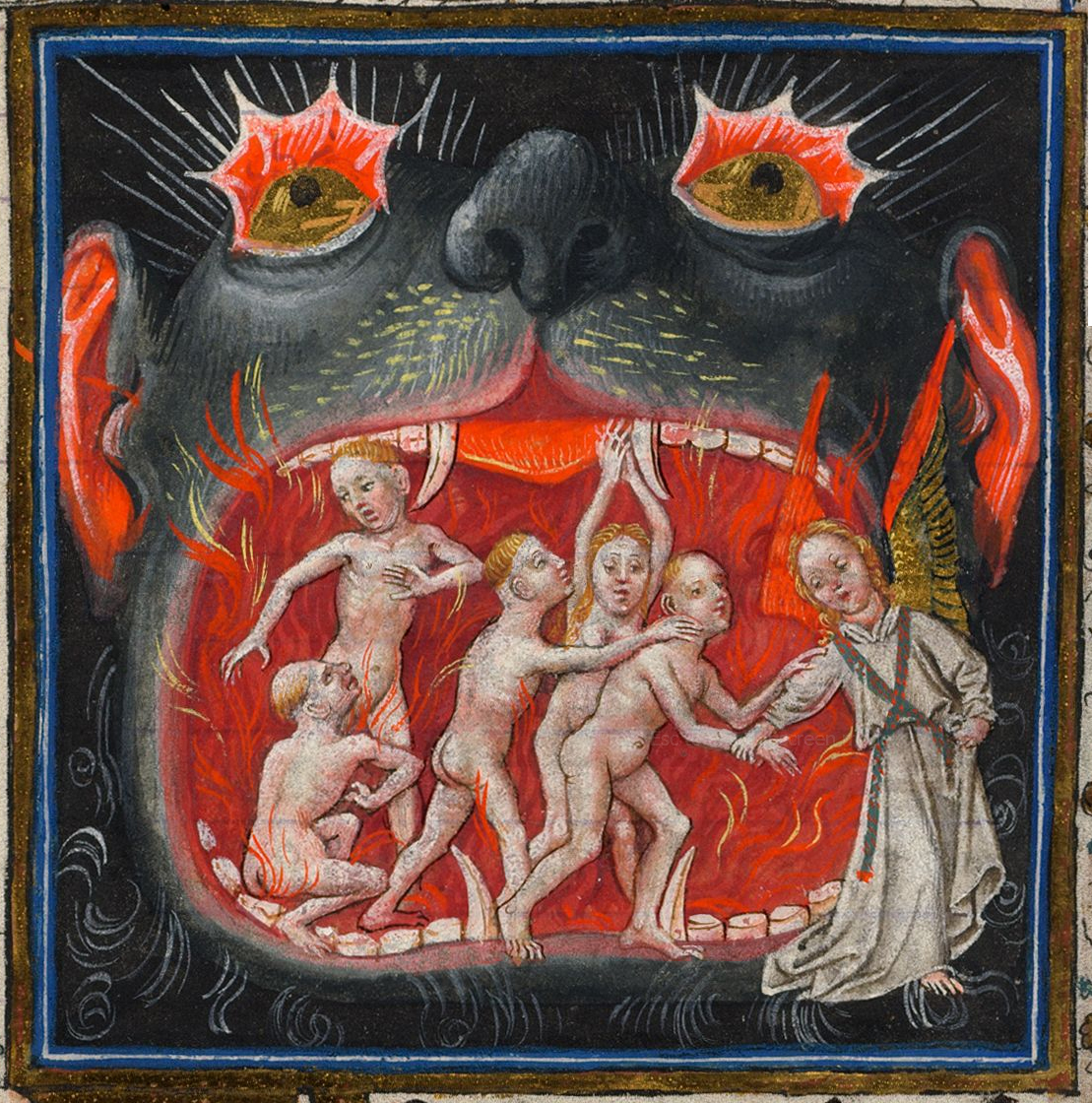
Ein Engel befreit fünf Arme Seelen aus dem Fegefeuer; Stundenbuch der Katharina von Kleve, Morgan Library & Museum

Der Bezug von Halloween ergibt sich aus dem der Feier des Hochfestes Allerheiligen folgenden Gedächtnis Allerseelen, an dem die Katholiken ihrer Verstorbenen und aller Armen Seelen im Fegefeuer durch Gebet und Ablässe gedenken. Die Einführung des Allerseelentages am 2. November geht auf Abt Odilo von Cluny im Jahre 998 zurück.
Im Zug der hochmittelalterlichen wie später im Zuge der irischen Renaissance wurden einige der christlichen Aspekte wieder auf tatsächliche oder angenommene heidnische Traditionen projiziert. Die entsprechende Wechselwirkung und zugehörigen Widersprüche sind bis in die Gegenwart verbreitet. Zudem sind der Charakter als Unruhenacht wie die Erneuerung und Weiterverbreitung in mehreren Wanderungsbewegungen Gegenstand volkskundlicher Forschung.

### Herleitung aus keltischen oder vorchristlichen Traditionen
Der Religionsethnologe Sir James Frazer beschrieb in seinem Standardwerk The Golden Bough (in der Ausgabe von 1922) Halloween als „altes heidnisches Totenfest mit einer dünnen christlichen Hülle“; neben dem Frühjahrsfest Beltane am 1. Mai (Walpurgisnacht) habe es sich um das zweite wichtige Fest der Kelten gehandelt. Nachgewiesen sei es seit dem 8. Jahrhundert, als christliche Synoden versuchten, solche heidnischen Riten abzuschaffen.
Die Encyclopædia Britannica leitet das Fest aus alten keltischen Bräuchen her. Gefeiert wurde zu Halloween demnach auch das Sommerende, der Einzug des Viehs in die Ställe. In dieser Zeit, so glaubte man, seien auch die Seelen der Toten zu ihren Heimen zurückgekehrt. Begangen wurde das Fest laut der Encyclopædia Britannica mit Freudenfeuern auf Hügeln (engl. bonfires, wörtlich Knochenfeuer; ursprünglich mit Bezugnahme auf das Verbrennen von Knochen des Schlachtviehs) und manchmal Verkleidungen, die der Vertreibung böser Geister dienten. Auch Wahrsagerei sei zu diesem Datum üblich gewesen.
Das 1927 bis 1942 erschienene Handwörterbuch des deutschen Aberglaubens schreibt über den November: „Die Kelten, welche das Jahr vom November an rechneten, feierten zu Beginn dieses Monats ein großes Totenfest, für das die Kirche die Feste Allerheiligen und Allerseelen setzte“, und über Allerseelen: „Auf keltischem Gebiete war das Anzünden großer Feuer üblich. […] Man kann am A.tage erfahren, was für ein Winter werden und wie sich die Zukunft – namentlich in Liebesangelegenheiten – gestalten wird. […] Die an A. (wie die am Christtag und in den Zwölften) Geborenen können Geister sehen.“
Meyers Konversations-Lexikon schreibt zur Herkunft des Festes: „Legendenhaft und historisch nicht exakt zu beweisen ist eine direkte Verbindungslinie zu dem keltisch-angelsächsischen Fest des Totengottes Samhain. Aus der Verbindung mit diesem Totengott sollen sich die Gebräuche zu Halloween ableiten, vor allem der Bezug auf das Totenreich und Geister.“

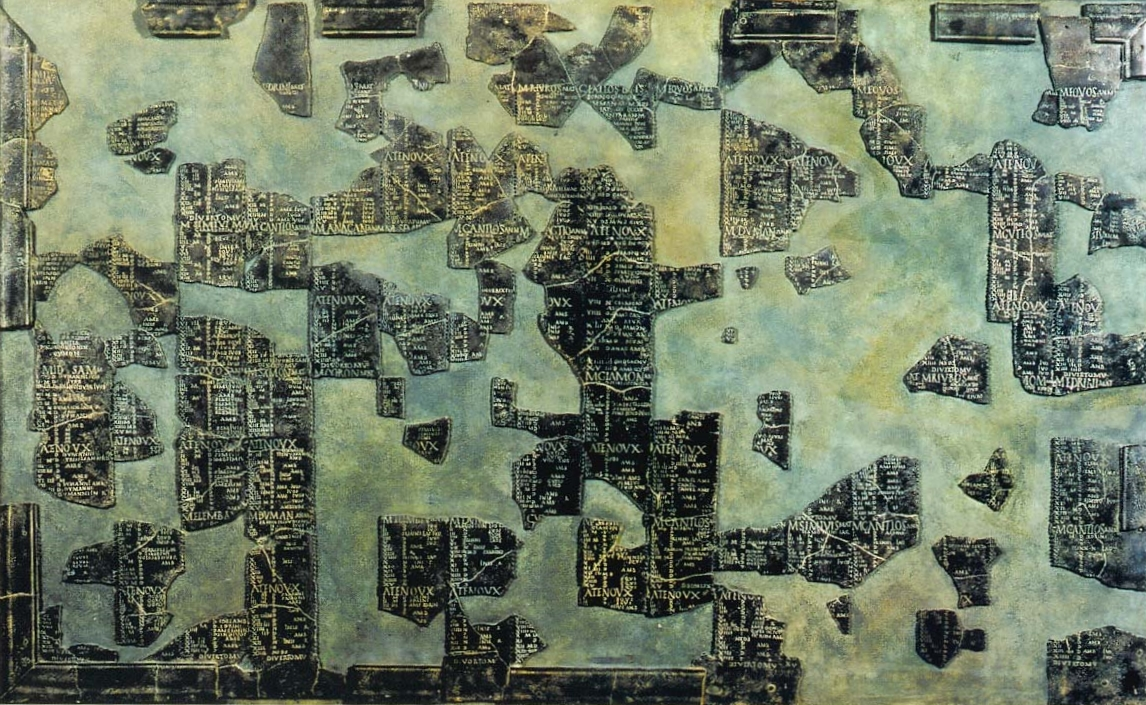
Kalender von Coligny

Bereits früh vermuteten Forscher den ältesten Hinweis auf das Samhain-Fest im schwer zu deutenden Kalender von Coligny aus dem 1. Jahrhundert n. Chr., dort als ein Fest des Sommerendes (keltisch samos, gälisch samhuinn für „Sommer“), oder zurückgehend auf das irogälische Wort für Versammlung, samain. Ein Totengott Samhain ist historisch jedoch nicht nachweisbar. Erst in deutlich späteren, mittelalterlichen Quellen wird auf einen Bezug zum Totenreich hingewiesen. Wie stark diese aber bereits christlich beeinflusst sind, ist schwer erschließbar und Gegenstand wissenschaftlicher Diskussion.

### Kontroversen um die Kontinuitätshypothese
Da Irland zu den am frühesten christianisierten Ländern Europas zählt, ist für Bernhard Maier eine quellenmäßig nirgendwo belegte direkte Kontinuität zu keltisch-heidnischen Riten gerade in Irland unwahrscheinlich und der keltischen Renaissance seit dem 19. Jahrhundert zuzuschreiben. Der Folklorist Jack Santino dagegen spricht von Koexistenz christlicher und vorchristlicher Bräuche in Irland. (Hierzu finden sich weitergehende Ansätze auch im Artikel Kelten – Rezeptionsgeschichte.)
Der britische Historiker Ronald Hutton sieht keine Belege für Samhain als Totenfest, betont aber, der Termin sei für die keltische Bevölkerung sicher eine Zeit gewesen, in welcher man sich gegen übernatürliche Kräfte wappnen musste. Das Allerheiligen- und Allerseelenfest mit der Toten-Thematik habe dann das ältere Samhainfest überlagert.
Die österreichische Ethnologin Editha Hörandner sieht die häufig behaupteten keltischen oder heidnischen Ursprünge als historische Projektion, die geradezu den Charakter eines Gütesiegels habe. Von Interesse für die Forschung sei weniger die längst widerlegte These einer ungebrochenen Kontinuität bis ins Altertum, als vielmehr, wie die moderne Sehnsucht nach fiktiven keltischen Traditionen entstehe und was davon verbreitet werde. Die aktuelle Praxis des Festes Halloween habe mit diesen Vorstellungen wenig oder gar nichts zu tun und sei keineswegs heidnisch oder keltisch geprägt. Interessanter sei die aktuelle Entwicklung von Halloween als Reimport aus den Vereinigten Staaten.

## Rolle als Unruhnacht

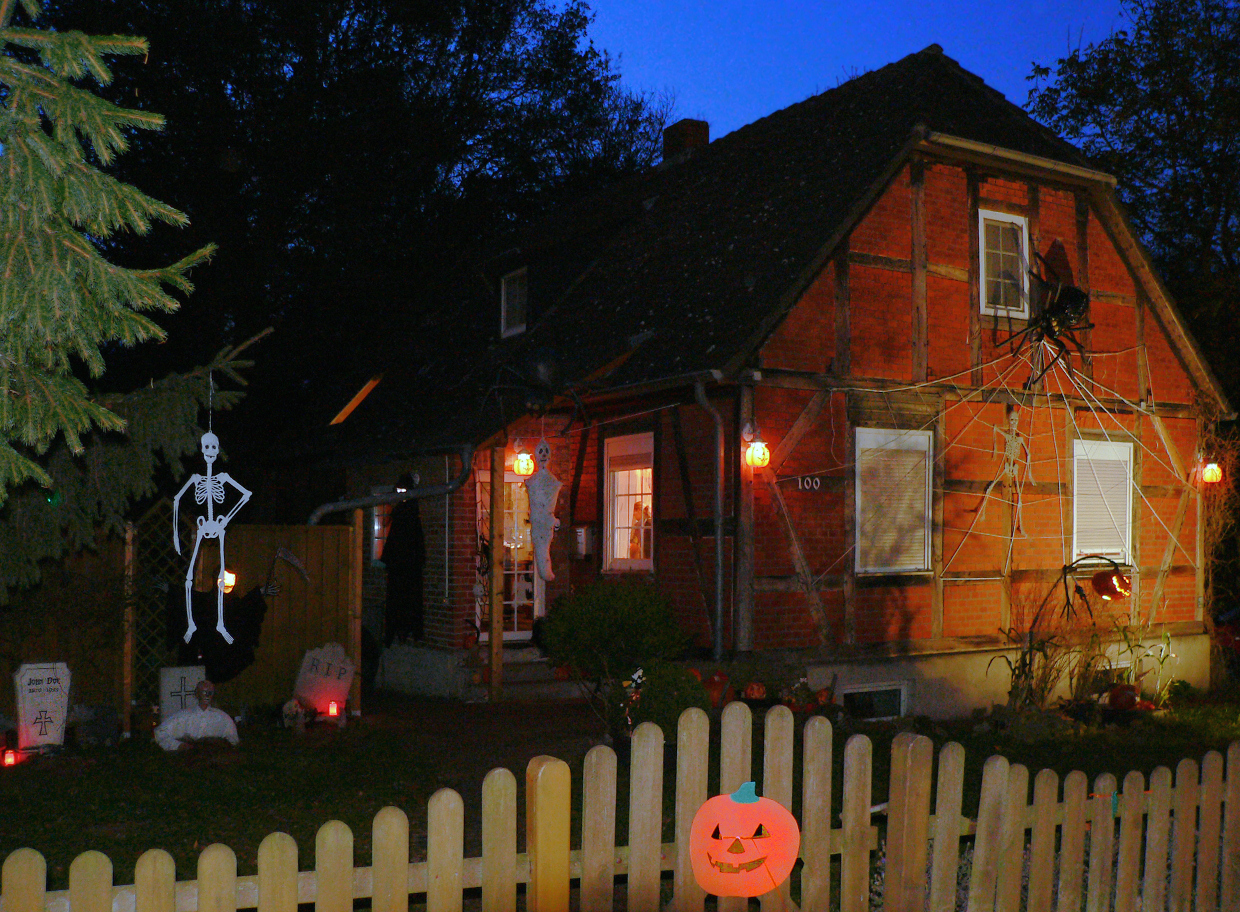
Für Halloween dekoriertes Haus in Deutschland

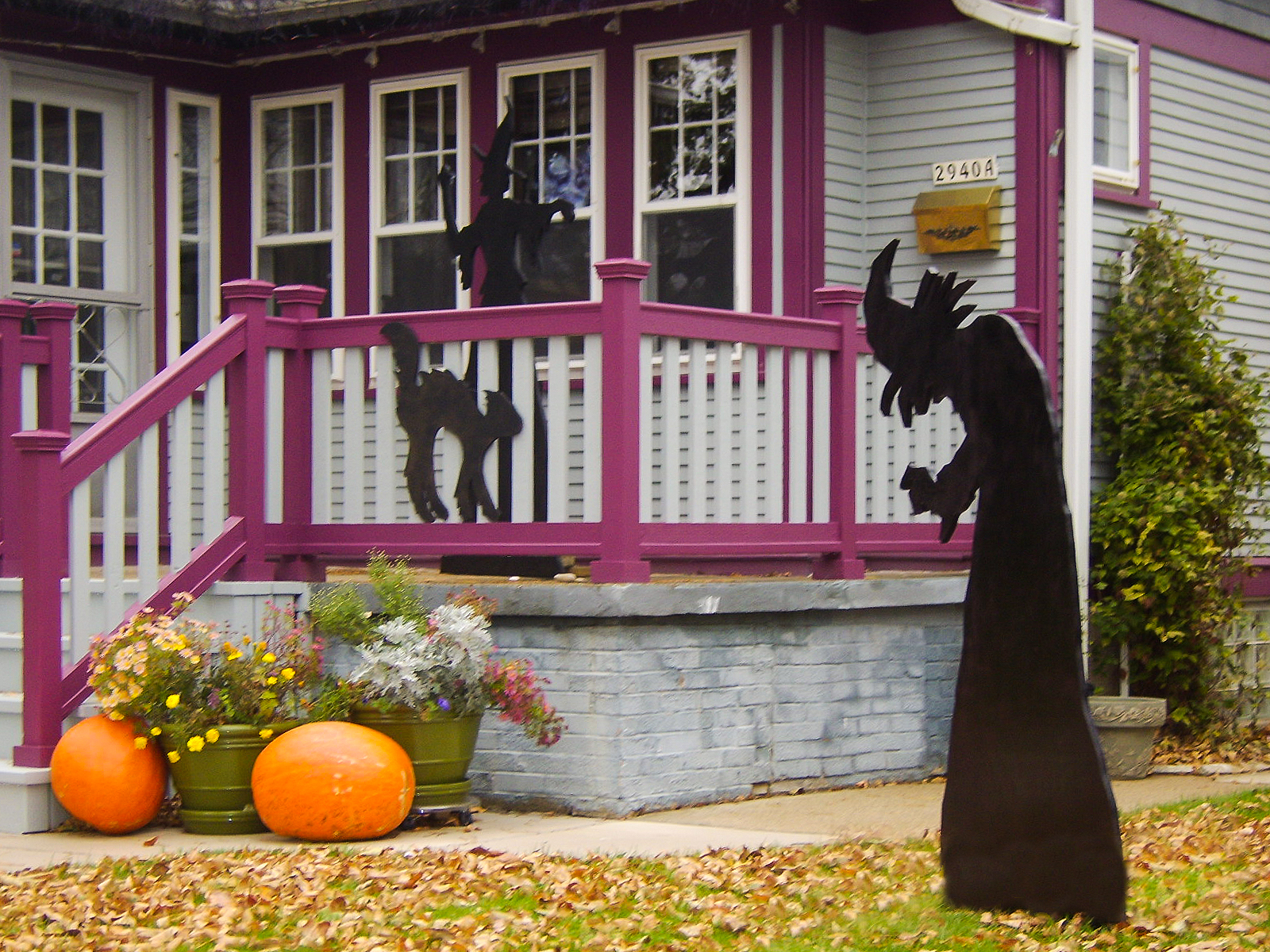
Für Halloween geschmücktes Haus in Milwaukee

Einzelne Aspekte der Halloweenbräuche in den Ursprungsländern waren bereits in der frühen Neuzeit umstritten. Dazu gehörten weniger die zumeist christlich apostrophierten Heischebräuche, sondern Streiche, Ruhestörungen und Belästigungen vergleichbar anderen Unruhnächten wie in Mitteleuropa der Walpurgisnacht und den Neujahr folgenden Rauhnächten.
Kirchliche Stellen in Großbritannien wandten sich wiederholt gegen einige mit Halloween in Verbindung stehende Bräuche, wie die sogenannten Bonfires (vgl. Funkenfeuer) und Wahrsagerei. 1589 wurden im schottischen Stirling die sog. Hallowmas-Feuer verboten. 1741 notierte ein Chronist aus Anglesey, die Halloween-Bonfires gingen dort zurück. 1852 war laut Reverend John M. Wilsons Rural Cyclopedia Halloween einer der wichtigsten Feiertage insbesondere der Landbevölkerung in England und Schottland und wurde ausgelassen begangen. Dabei beklagt er die „abergläubischen, heidnischen und höchst tadelnswerten Riten [der Landbevölkerung in Schottland], die gegen den gesunden Menschenverstand, die guten Sitten und die christliche Religion“ verstoßen würden. In England hingegen werde zumeist nur harmloser Schabernack („cheerful merry-making“) veranstaltet.

## Verbreitung

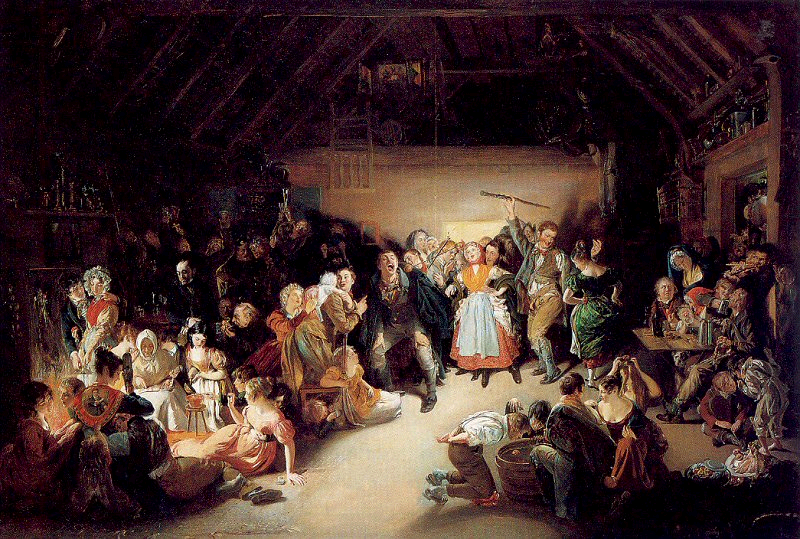
Snap-Apple Night (1832) von Daniel Maclise zeigt eine Halloweenfeier in Blarney, Irland

Halloween wurde ursprünglich nur in katholisch gebliebenen Gebieten der britischen Inseln gefeiert, vor allem in Irland. Mit den zahlreichen irischen Auswanderern im 19. Jahrhundert kam es in die Vereinigten Staaten und gehörte zum Brauchtum dieser Volksgruppe. Aufgrund seiner Attraktivität wurde es bald von den anderen übernommen und entwickelte sich zu einem wichtigen Volksfest in den Vereinigten Staaten und Kanada.
Der Brauch, Kürbisse zum Halloweenfest aufzustellen, stammt aus Irland. Dort lebte einer Sage nach der Bösewicht Jack Oldfield. Dieser fing durch eine List den Teufel ein und wollte ihn nur freilassen, wenn er Jack O fortan nicht mehr in die Quere kommen würde. Nach Jacks Tod kam er aufgrund seiner Taten nicht in den Himmel, aber auch in die Hölle durfte Jack nicht, da er den Teufel betrogen hatte. Doch der Teufel erbarmte sich und schenkte ihm eine Rübe und eine glühende Kohle, damit Jack durch das Dunkel wandern könne. Der Ursprung des beleuchteten Kürbisses war demnach eine beleuchtete Rübe, doch da in den Vereinigten Staaten Kürbisse in großen Mengen zur Verfügung standen, höhlte man stattdessen einen Kürbis aus. Dieser Kürbis war seither als Jack O’Lantern bekannt. Um böse Geister abzuschrecken, schnitt man Fratzen in Kürbisse, die vor dem Haus den Hof beleuchteten.
Amerikanische Halloweenbräuche verbreiteten sich im Verlauf der 1990er Jahre nach Europa, wo sie einen fröhlichen und weniger schaurigen Charakter als in Nordamerika haben. Besonders der Ausfall der Karnevalssaison wegen des zweiten Golfkriegs 1991 führte zur verstärkten Werbung der Karnevalsbranche für Halloween desselben Jahres. Halloween wird seit Anfang der 90er Jahre in Europa als Anlass für Feste und Feiern gesehen, die sich thematisch an diesen Bräuchen orientieren. Die zunehmende Beliebtheit, auch im deutschsprachigen Raum, führte im Übrigen zu einem Aufgreifen der Thematik durch Unternehmen, die passende Konsumgüter wie Literatur (Halloween-Kochbücher), Kostüme, Dekorationen oder Süßigkeiten bereitstellen. Auch das Umherziehen von Tür zu Tür – das klassische „Trick or Treat“ – ist ein aufgegriffener Brauch in sehr vielen europäischen, asiatischen und südamerikanischen Ländern sowie in Mosambik, Simbabwe und Südafrika; es wird fast ausschließlich am 31. Oktober praktiziert. 
Im Satanismus stellt der Vorabend von Allerheiligen einen der wichtigsten Feiertage dar.

## Charakter

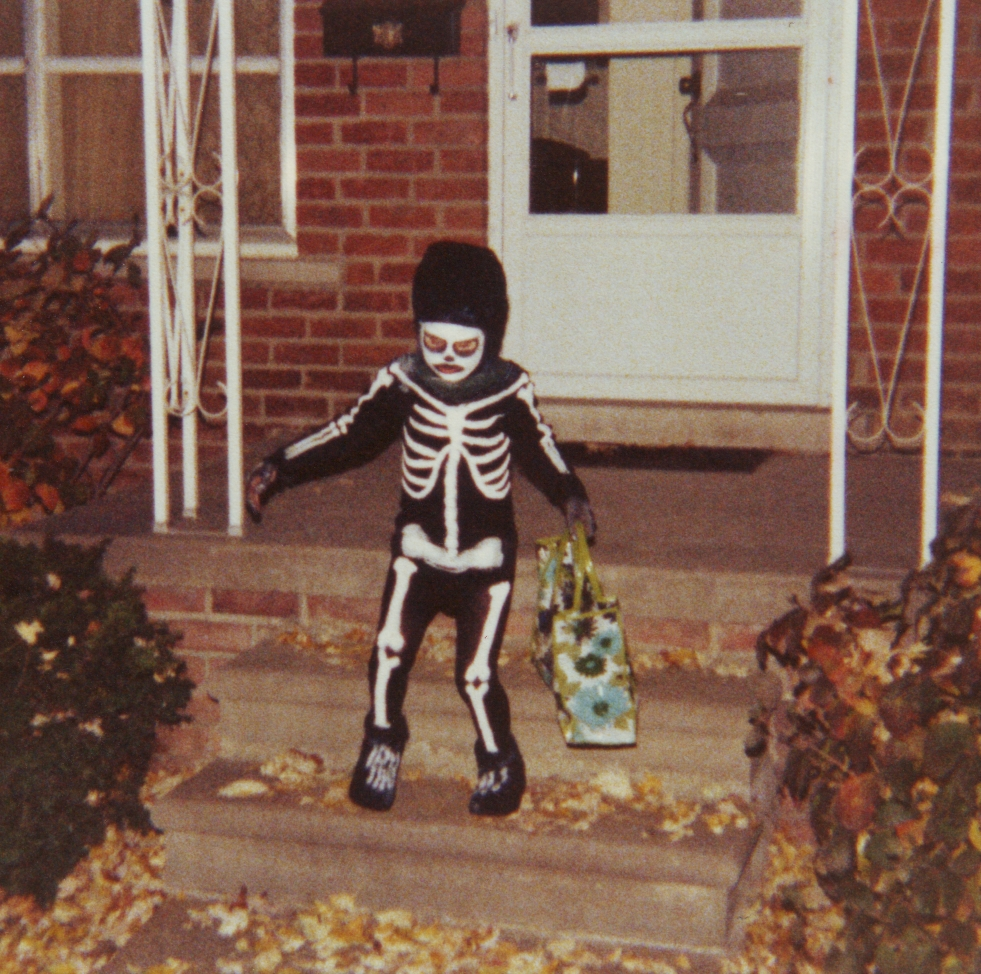
Verkleidetes Kind in den Vereinigten Staaten

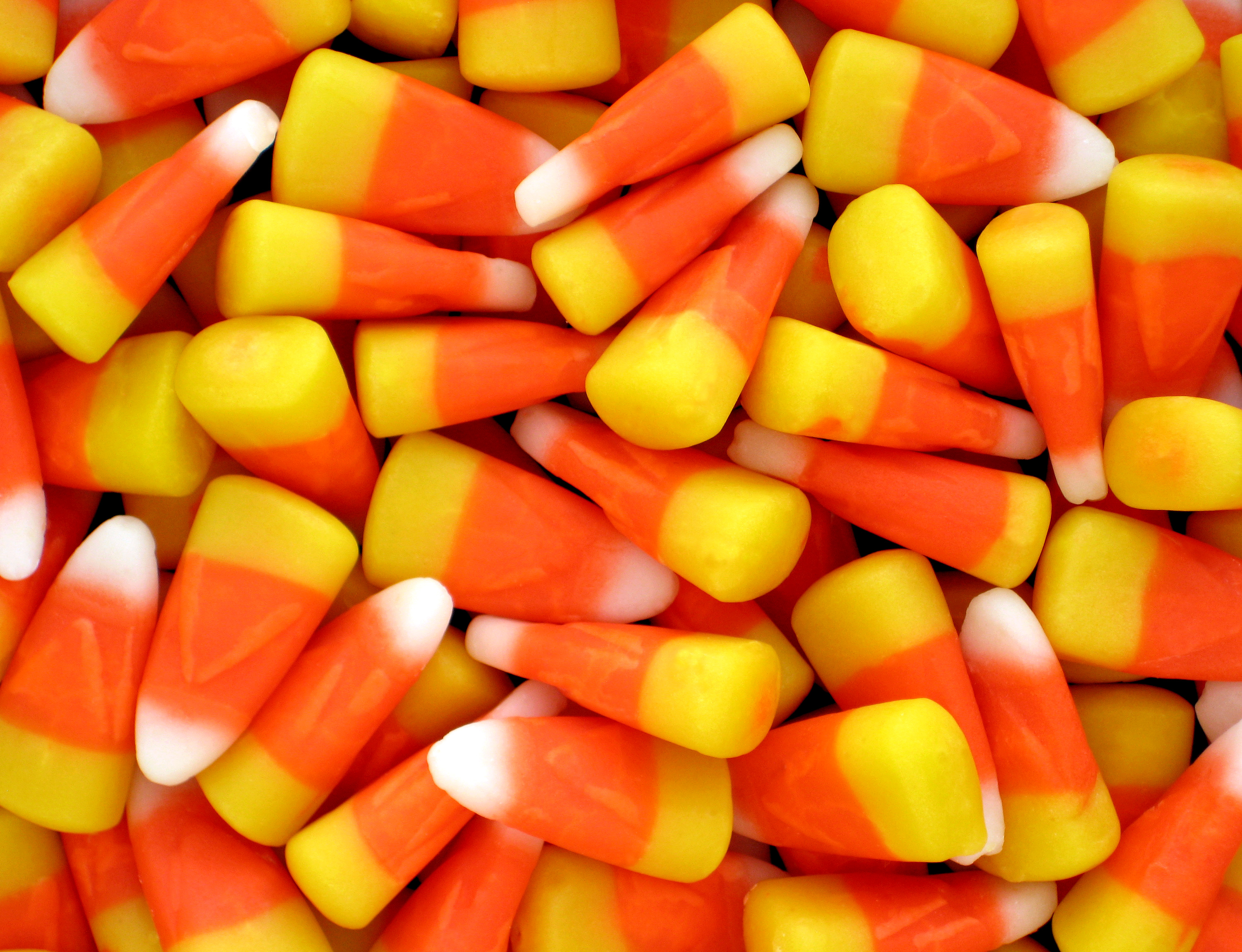
Candy Corn, eine typisch amerikanische Süßigkeit zu Halloween

Das Halloweenbrauchtum stellt eine Mischung aus Herbst-, Löse-, Heische- und Verkleidungsbräuchen dar. In diesem Sinne ist es vergleichbar mit Bräuchen zu Kirchweih (Kilbesingen), zu Erntedank (Räbenlicht), zu Martini (Räbechilbi, Martinisingen, Martinssingen), zu Allerheiligen (Flenntippln, Rubebötz, Riabagoaschtern) sowie in der Vorweihnachtszeit (Bochselnacht, Rauhnacht, Anklöpfeln, Andreasnacht, Glowesabend, Sunnerklauslaufen) und zu Silvester (Rummelpottlaufen, Hulken). Eine gewisse Ähnlichkeit besteht in den USA zum mexikanischen Brauchtum am Tag der Toten.
Der bekannteste Brauch in Nordamerika besteht darin, dass Kinder von Haus zu Haus gehen und mit „Süßes, sonst gibt’s Saures“ (verkürzt: „Süßes oder Saures“, englisch: trick or treat – „Streich oder Leckerbissen“) die Bewohner auffordern, ihnen Süßigkeiten zu geben, weil sie ihnen sonst Streiche spielen. Verkleidungen sind zu Halloween sehr beliebt. Kinder wie Erwachsene verkleiden sich als Feen, Fledermäuse, Geister, Hexen, Kürbisse, Skelette, Zombies, Tote, Vampire und Ähnliches. Typische Halloweenfarben sind schwarz, orange, grau, weiß, gelb und rot. Die zeitweiligen Übergriffe bis zum vermehrten Vorkommen von Brandstiftungen und Sachbeschädigungen in den USA geben der Mischief Night zum 1. November einen ähnlichen Unruhnachtcharakter wie im mitteleuropäischen Brauchtum der Walpurgisnacht.

## Kritik

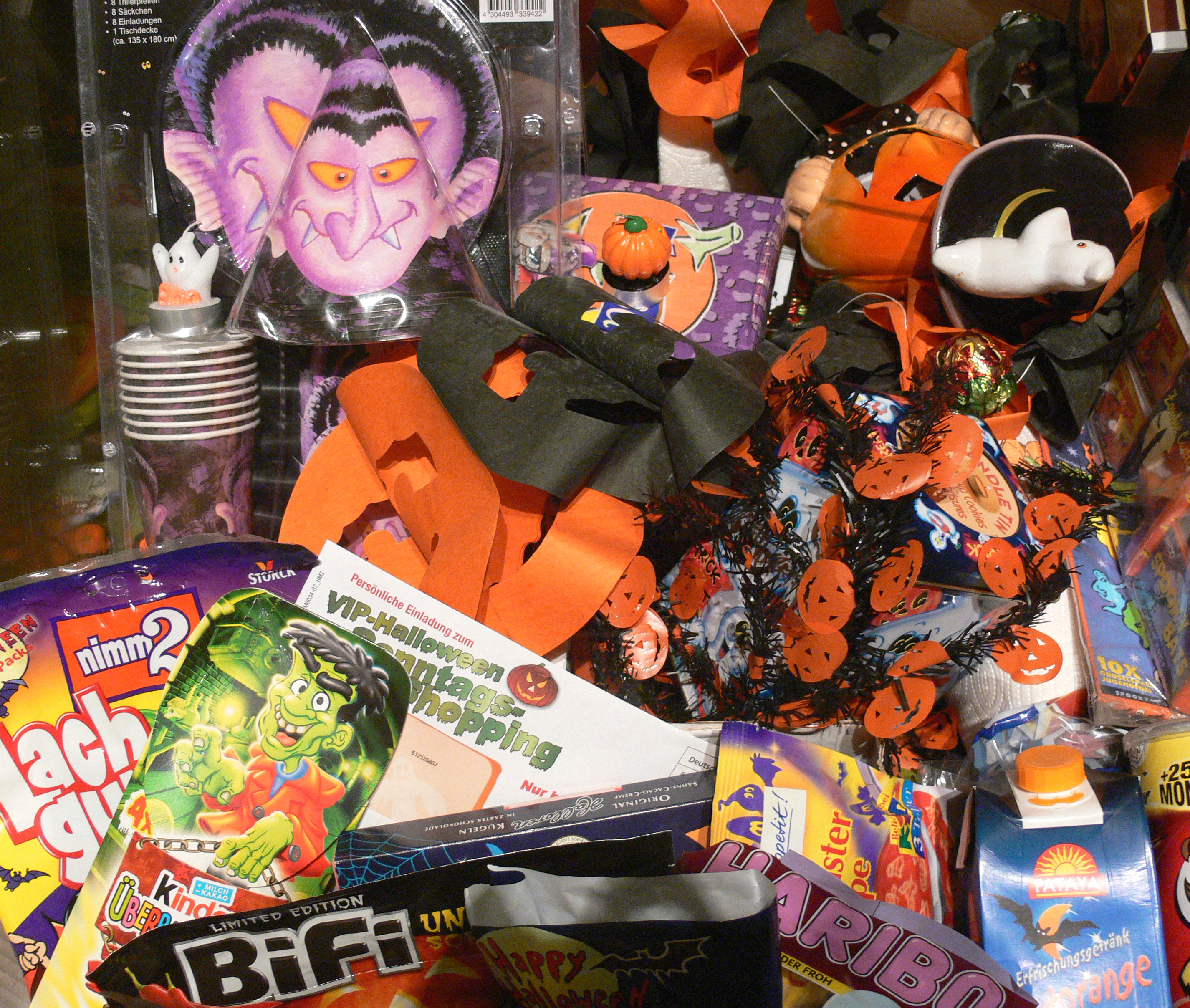
Kommerzielle Halloween-Artikel aus Deutschland (Museum Europäischer Kulturen, Berlin)

Mit steigender Beliebtheit Halloweens wurde Kritik von verschiedenen Seiten laut. In Deutschland wird kritisiert, dass die alten Bräuche zunehmend verdrängt werden, beispielsweise das Martinisingen am 10. beziehungsweise 11. November, bei dem an den Haustüren Lieder gesungen und als Belohnung Gebäck, Früchte oder Süßigkeiten erwartet werden. Ebenso beklagt wird Vandalismus durch Häuserschmierereien oder Eierwürfe, die zu vermehrten Einsätzen der Polizei zu Halloween führen.
Das Hochfest Allerheiligen, von dem Halloween seine Bezeichnung ableitet, gehört in einigen deutschen Ländern zu den sogenannten stillen Tagen. An stillen Tagen sind in einigen deutschen Ländern öffentliche Unterhaltungsveranstaltungen, die nicht dem ernsten Charakter dieser Tage entsprechen, verboten.
Insbesondere evangelikale Christen in den Vereinigten Staaten distanzieren sich sehr scharf von Halloween; sie vertreten die Meinung, dass mit dem Fest Missbrauch durch satanistische Vereinigungen getrieben werden könne, und lehnen Halloween als okkult ab. Andere verteidigen einen ungezwungenen Umgang mit Spuk und dem Unheimlichen zu Halloween durch Christen.
In den USA bekannt und umstritten ist die zeitlich begrenzte Errichtung sogenannter Hell Houses, die oft zeitlich parallel zu Halloween errichtet werden und aus Darstellungen der ewigen Verdammnis, des Himmels und eines zugehörigen Laster- und Tugendenkatalogs bestehen. Zuweilen kommt es dabei zu ungewollten Verwechslungen mit kommerziellen Halloweenveranstaltungen.

## Sonstiges
Die krankhafte Angst vor Halloween wird Samhainophobie genannt.